# Trans-mediterrane pijpleiding
De trans-mediterrane pijpleiding (TransMed; sinds 2000 ook gasleiding "Enrico Mattei" genoemd) is aangelegd voor het transport van aardgas van Algerije via Tunesië naar Sicilië en eindigt in Noord-Italië. Het eerste gas stroomde in 1983 naar Italië. Na de bouw is de capaciteit tweemaal verhoogd naar circa 30 miljard m³ per jaar. Algerije is de belangrijkste leverancier van aardgas in Italië.

## Geschiedenis
In de jaren zestig werden de eerste plannen gemaakt voor een gaspijpleiding van Algerije naar Spanje en van daaruit naar Frankrijk. In 1956 was het gigantische gasveld Hassi R'Mel aangeboord en de Algerijnse overheid wilde zo snel als mogelijk de bodemschatten inzetten voor de economische ontwikkeling van het land. Export van aardgas zou het geld moeten opleveren om dit te financieren. Gaz de France wilde een pijpleiding aanleggen van Mostaganem in Algerije naar Cartagena in Spanje. Hiertoe werd de Salvor van Dumez in 1961 uitgerust met Schottelroerpropellers, een pijpenschroefinstallatie en een grote lier. Met de bestaande voortststuwing en de Schottels kon het schip handmatig op positie gehouden worden, een voorloper van een dynamisch positioneringssysteem (DP-systeem). Pijpleidingen werden aan de wal in delen gefabriceerd en daarna naar de Salvor gesleept die ze aan elkaar schroefde. Het 200 km lange traject bevatte waterdieptes tot 2700 meter en om deze waterdiepte te overbruggen werd gebruik gemaakt van 'ademende' boeien, drijvers met een met de waterdiepte variërend drijfvermogen waarmee de pijpleiding ondersteund moest worden voordat het op de zeebodem werd gelegd. Het project had echter te maken met de nodige tegenslagen en slecht weer, zodat het in 1963 stopgezet.
In 1969 kregen de plannen meer gestalte. Een studie werd gedaan naar de economische en technische haalbaarheid van de export van gas. Twee alternatieven werden bestudeerd; het vloeibaar maken van het aardgas (lng) en dan via tankers naar Italië transporten of een exportpijpleiding direct naar Italië. Algerije had al ervaring opgedaan met lng in Arzew en Skikda, maar de ervaringen waren minder goed. De bouw duurde langer dan verwacht en de kosten kwamen veel hoger uit dan begroot. Voor de pijpleiding was de oversteek van Tunesië naar Sicilië een probleem. Nooit eerder was een gasleiding zo diep onder water geïnstalleerd. Saipem, een dochteronderneming van Eni testte in 1974-75 de mogelijkheden en kwam tot de conclusie dat het project haalbaar was. De Castoro V wist in 1974 als eerste pijpenlegger de grens van 1000 voet te doorbreken. In de Straat van Messina werd als test pijp gelegd op 360 meter waterdiepte. In 1976 legde het in de Straat van Sicilië pijp in 560 meter waterdiepte. De in 1978 opgeleverde Castoro Sei was speciaal voor deze pijpleiding in diep water gebouwd en uitgerust met een door roerpropellers ondersteund meersysteem, een vroeg soort DP-systeem. Het legde de pijpleiding vanaf 1978.
In 1977 tekenden Eni en het Algerijnse staatsenergiebedrijf Sonatrach het contract waarin de aanleg en financiering van het project werd geregeld en Italië beloofde 12 miljard m³ per jaar aan aardgas af te nemen te beginnen in 1981. Het contract voor de gaslevering had een termijn van 25 jaar. De totale bouwkosten van de pijpleiding was circa US$ 8,7 miljard waarvan ongeveer de helft de pijpleidingen in Italië betrof. Begin jaren tachtig eiste de Algerijnse regering een hogere prijs voor het gas dan was afgesproken. Italië ging met veel tegenzin akkoord. De levering van het eerste gas werd daarmee twee jaar vertraagd.

## Route en technische gegevens
De pijpleiding begint bij het gasveld Hassi R'Mel in Algerije en gaat naar de grens met Tunesië, een afstand van 550 kilometer. In Tunesië gaat de pijpleiding verder naar Kaap Bon aan de Middellandse Zee. Vandaar wordt de pijpleiding gesplitst in drie delen en gaat onder de Straat van Sicilië. Bij Mazara del Vallo op Sicilië komen de leidingen aan land. Daar worden ze geconsolideerd tot één leiding en vervolgt de weg door Sicilië naar de Straat van Messina. Voor het doorkruisen van de zeestraat wordt wederom de leiding gesplitst in drie delen, om te voorkomen dat bij een eventuele beschadiging de hele pijpleiding buiten gebruik wordt gesteld. Eenmaal weer op land in Italië reikt de leiding tot aan het hoge noorden van het land.
In de figuur hieronder meer gegevens over de route van de pijpleiding:
| Segment            | Lengte  | Aantal leidingen | Diameter   | Compressors | Maximale diepte |
| ------------------ | ------- | ---------------- | ---------- | ----------- | --------------- |
| Algerije           | 550 km  | 1                | 48 inch    | 1           |                 |
| Tunesië            | 370 km  | 1                | 48 inch    | 3           |                 |
| Straat van Sicilië | 155 km  | 3                | 20 inch    |             | 610 m           |
| Sicilië            | 340 km  | 1                | 48 inch    | 1           |                 |
| Straat van Messina | 15 km   | 3                | 20 inch    |             | 270 m           |
| Italië             | 1055 km | 1                | 42-48 inch | 4           |                 |

Nadien is de capaciteit van de pijpleiding verder uitgebreid tot circa 30 miljard m³ per jaar.

## Beheerders
Het Algerijnse deel van de pijpleiding wordt beheerd door Sonatrach. Het deel door Tunesië is in handen van Sotugat (Société Tunisienne du Gazoduc Trans-tunisien) en valt onder Sergaz als beheerder. TMPC, een joint venture van Eni en Sonatrach, is verantwoordelijk voor het deel onder de Straat van Sicilië en in Italië ten slotte is Snam de beheerder.

## Economisch belang
Met de TransMed kreeg Algerije een extra mogelijkheid om gas te exporteren. In 2010 exporteerde Algerije bijna 56 miljard m³ aardgas waarvan 19,3 miljard m³ als lng. In 2010 werd ruim 27,5 miljard m³ naar Italië via de TransMed getransporteerd. Italië importeerde in datzelfde jaar in totaal 66 miljard m³ aardgas; het aandeel van Algerije was daarmee ongeveer 45%.